# Hemmingsbo, Östervåla
Hemmingsbo är en by i Östervåla socken, Heby kommun.
Hemmingsbo omtalas i dokument första gången 1398 ("i hemigsbodom"). Under 1500-talet består av två mantal skatte, det ena om 4 öresland och 4 penningland och ett om 4 öresland med skatteutjordar i Fågelsta och Åby. Ett gravfält från yngre järnålder på byns ägor har troligen hört till Fågelsta. Förleden är mansnamnet Hemming.
Hemminsbo hade tillsammans med Korbo del i fäboden Korbovallen, belägen i närheten Ingsjön.
Bland bebyggelsenamn på ägorna märks Björkbacka, en modern fastighet, namnet kommer av att den är belägen invid Björkbacken, ett område norr om fastigheten vars namn finns dokumenterat redan på 1700-talet. Erikslund är ett torp uppfört i slutet av 1800-talet. Torpet kallas även Hällhammaren efter ett äldre namn på stenbacken där torpet ligger. Området tillhörde före laga skifte Fågelsta, då det tilldelades Hemmingsbo utjord där. Soldattorpet för rote 325 för Hemmingsbo och Helganbo har även legat på Hemmingsbo ägor. Soldattorpet har kallat Modigs eller Modigs-Olles (soldatnamnet var från 1818 Modig) men senare även Sofielund. Sjöbo är ett nu försvunnet torp, uppfört i slutet av 1800-talet, beläget nära Tämnarens strand.